# DJ Buffonge
Darren Raekwon McIntosh-Buffonge, kurz DJ Buffonge, (* 7. November 1998 in London) ist ein englischer Fußballspieler antiguanisch-barbudischer und montserratischer Abstammung. Er spielt im Mittelfeld.
Sein älterer Bruder Dajour (* 1996) ist ebenfalls Fußballspieler und debütierte als solcher im Jahre 2015 in der Fußballnationalmannschaft von Montserrat.

## Vereinskarriere

### Über Arsenal und Fulham in den Nachwuchs von Manchester United
Darren Raekwon McIntosh-Buffonge wurde am 7. November 1998 in London geboren und spielte bereits in seiner Kindheit im Nachwuchsbereich des hier ansässigen FC Arsenal. 2010 wechselte er innerhalb der Stadt in die Jugend des FC Fulham. Bei Fulham durchlief er daraufhin verschiedenen Nachwuchsspielklassen und zog mit seinem Verein im FA Youth Cup 2013/14 bis ins Finale gegen die Jugend des FC Chelsea ein. Nach einem 3:2-Sieg im Hinspiel verlor Buffonge mit Fulham allerdings das Rückspiel mit 3:5, woraufhin Chelsea das Turnier für sich entscheiden konnte. In weiterer Folge gehörte er zu Fulhams U-16-Kader, über den er die Chance bekam sich für die U-18-Mannschaft zu beweisen. Am 21. Januar 2015 saß er der damals gerade einmal etwas über 16 Jahre alte Buffonge in einem Ligaspiel der U-21-Mannschaft des Klubs uneingesetzt auf der Ersatzbank; zu Einsätzen für die U-21 brachte er es jedoch nicht mehr. Nach fünf Ligaeinsätzen in der Saison 2013/14 kam er in der nachfolgenden Spielzeit in 15 Meisterschaftspartien zum Einsatz und war zudem im FA Youth Cup 2014/15 aktiv.
Im November 2015 wechselte er nach einem erfolgreichen Probetraining an die Akademie von Manchester United. Sein Wechsel hätte eigentlich bereits im Sommer dieses Jahres erfolgen sollen; aufgrund einer Leistenverletzung und des damit verbundenen verletzungsbedingten mehrmonatigen Ausfalls, kam ein Transfer erst mehrere Monate später zustande. Spätestens ab der Saison 2016/17 hatte Buffonge den Durchbruch in die U-18-Mannschaft von Manchester United geschafft, wobei er in dieser Spielzeit bei 17 Ligaeinsätzen auf sieben Treffer und sechs Torvorlagen kam. Am Ende der regulären Saison rangierte das Team mit neun Punkten Rückstand auf den Lokalrivalen Manchester City auf dem zweiten Platz der North Division und qualifizierte sich dadurch für den meisterschaftsentscheidenden zweiten Abschnitt der Saison. Hierbei kam der 1,78 m große Mittelfeldakteur mit seiner Mannschaft auf den vierten Platz der Gruppe 1 und wurde dabei in vier der sieben Spiele seines Teams von Trainer Kieran McKenna eingesetzt. Noch früh in dieser Spielzeit schaffte er im September 2016 den Sprung in die U-23-Mannschaft des Klubs, wobei der auf verschiedenen Mittelfeldpositionen einsetzbare Buffonge am 9. September 2016 bei einem 2:2-Remis gegen die Reserve von Manchester City debütierte, als er in der 70. Spielminute für Charlie Scott auf den Rasen kam. Danach brachte er es im darauffolgenden Jahr zu weiteren fünf Ligaeinsätzen im U-23-Kader, der es in der Premier League 2 auf den sechsten Platz im Endklassement brachte.

### Reservespieler bei ManU und Wechsel nach Italien
In der nachfolgenden Saison 2017/18 gehörte Buffonge ebenfalls der Reservemannschaft an, brachte es jedoch erneut nur sehr selten über Kurzeinsätze hinaus. Bei 14 von 22 möglich gewesenen Ligapartien kam der Mittelfeldakteur auf eine Bilanz von einem Treffer und zwei Assists. Im Endklassement rangierte er mit der Reserve von Manchester United auf dem letzten Platz der Division 1, was einen Abstieg in die nächstniedrigere Division 2 bedeutete. In ebendieser konnte Buffonge vor allem zu Beginn der Spielzeit 2018/19 bereits längere Einsätze vorweisen und war auf dem besten Weg ein Stammspieler zu werden. Nach dem Spiel der elften Runde hatte er es bereits auf zehn Auftritte, sowie drei Treffer gebracht, wurde in weiterer Folge aber nicht mehr von seinem Trainer Ricky Sbragia berücksichtigt. In den restlichen elf Spielen bis zum Saisonende brachte er es nur mehr zu einem Ligaeinsatz und gehörte in den anderen zehn Partien gar nicht erst dem Kader an. In der Endtabelle kam die U-23 von Manchester United nicht über einen sechsten Platz in der Division 2 hinaus. Im Juni 2019 verließ Buffonge, als einer von mehreren Akademiespielern, Manchester United, ohne jemals für die Profimannschaft am Platz gestanden zu sein. In den Monaten vor seinem Abgang hatte er Probetrainings bei Derby County und den Bolton Wanderers absolviert; zu einer Vertragsanbahnung kam es jedoch nicht.
Am 9. August 2019 wurde Buffonges Wechsel zum italienischen Zweitligisten Spezia Calcio bekanntgegeben. Bei den Italienern unterzeichnete er einen Einjahresvertrag mit der Option auf ein weiteres Jahr. Sein Pflichtspieldebüt für die Schwarz-Weißen aus der norditalienischen Stadt La Spezia gab der Engländer am 18. August 2019, nachdem er eine Woche davor bereits uneingesetzt auf der Ersatzbank gesessen hatte, bei der 0:1-Niederlage seiner Mannschaft gegen den italienischen Erstligisten US Sassuolo in der dritten Runde der Coppa Italia 2019/20, als er von seinem Trainer Vincenzo Italiano in der 62. Spielminute für den Niederländer Delano Burgzorg auf das Spielfeld geschickt wurde. Nur wenige Tage später gab er beim Erstrundenspiel der Serie B 2019/20 bei einem 3:0-Auswärtssieg über die AS Cittadella sein Debüt in einer Profiliga, als er, abermals als Linksaußen, in der 72. Minute für Emmanuel Gyasi eingewechselt wurde. Den Großteil der restlichen Spielzeit saß er uneingesetzt auf der Ersatzbank der Profis und kam von dieser bis zu seinem Wechsel in die italienische Drittklassigkeit in insgesamt drei Meisterschaftsspielen zum Einsatz. Des Weiteren absolvierte er im November 2019 zwei Ligapartien für das Primavera-Team des Vereins, wobei ihm bei seinem ersten Einsatz, einem 6:2-Auswärtserfolg über die Jugend von Virtus Entella, ein Doppelpack gelang. Danach kam er Ende Januar zu zwei weiteren Primavera-Einsätzen und wechselte mit 31. Januar 2020, am letzten Transfertag, zum italienischen Drittligisten US Pergolettese. Nachdem er eine Woche zuvor noch für die Primavera-Mannschaft von Spezia Calcio zum Einsatz gekommen war, saß Buffonge am 2. Februar 2020 bei einem 2:2-Heimremis gegen Novara Calcio erstmals in einem italienischen Drittligaspiel auf der Ersatzbank, kam von dieser jedoch nicht zum Einsatz. Im darauffolgenden Ligaspiel, einer 1:3-Auswärtsniederlage gegen Calcio Lecco am 9. Februar 2020, setzte ihn sein Trainer, der 66-jährige Fiorenzo Mario Albertini, ab der 85. Spielminute als Ersatz für den Routinier Cristian Agnelli ein. Bis im Zuge der COVID-19-Pandemie in Italien der Spielbetrieb in der Serie C unterbrochen wurde, war Buffonge noch in zwei weitere Meisterschaftsspielen uneingesetzt auf der Ersatzbank gesessen.

## Nationalmannschaftskarriere
Aufgrund seiner Abstammung ist Buffonge für die Nationalmannschaften von Montserrat, Antigua und Barbuda, sowie England spielberechtigt. Im Februar 2017 erhielt der damals 18-Jährige eine Einberufung in die U-20-Nationalmannschaft von Antigua und Barbuda und hätte mit der Mannschaft als Teil des 20-köpfigen Spieleraufgebots zur CONCACAF U-20-Meisterschaft 2017 nach Costa Rica reisen sollen. Da er von seinem Klub jedoch keine Freigabe erhielt, blieb ihm die Teilnahme an diesem Turnier, in dem Antigua und Barbuda noch in der Gruppenphase ausschied, verwehrt; er wurde daraufhin durch Ajani Thomas vom Swetes FC ersetzt.